# Rue des Rosiers (Paris)
Ne doit pas être confondu avec Rue des Roses.
Pour les articles homonymes, voir Rosier (homonymie) et Rue des Rosiers.
La rue des Rosiers est une rue ancienne du centre de Paris, qui parcourt une partie du 4e arrondissement sur 303 mètres de long d'est en ouest, dans le quartier Saint-Gervais, en partie sud du Marais.

## Situation et accès
La rue des Rosiers, d'une longueur de 303 mètres, est située dans le 4e arrondissement, quartier Saint-Gervais. Elle commence au 13, rue Mahler et finit au 40, rue Vieille-du-Temple.
Ce site est desservi par la ligne 1 à la station de métro Saint-Paul.

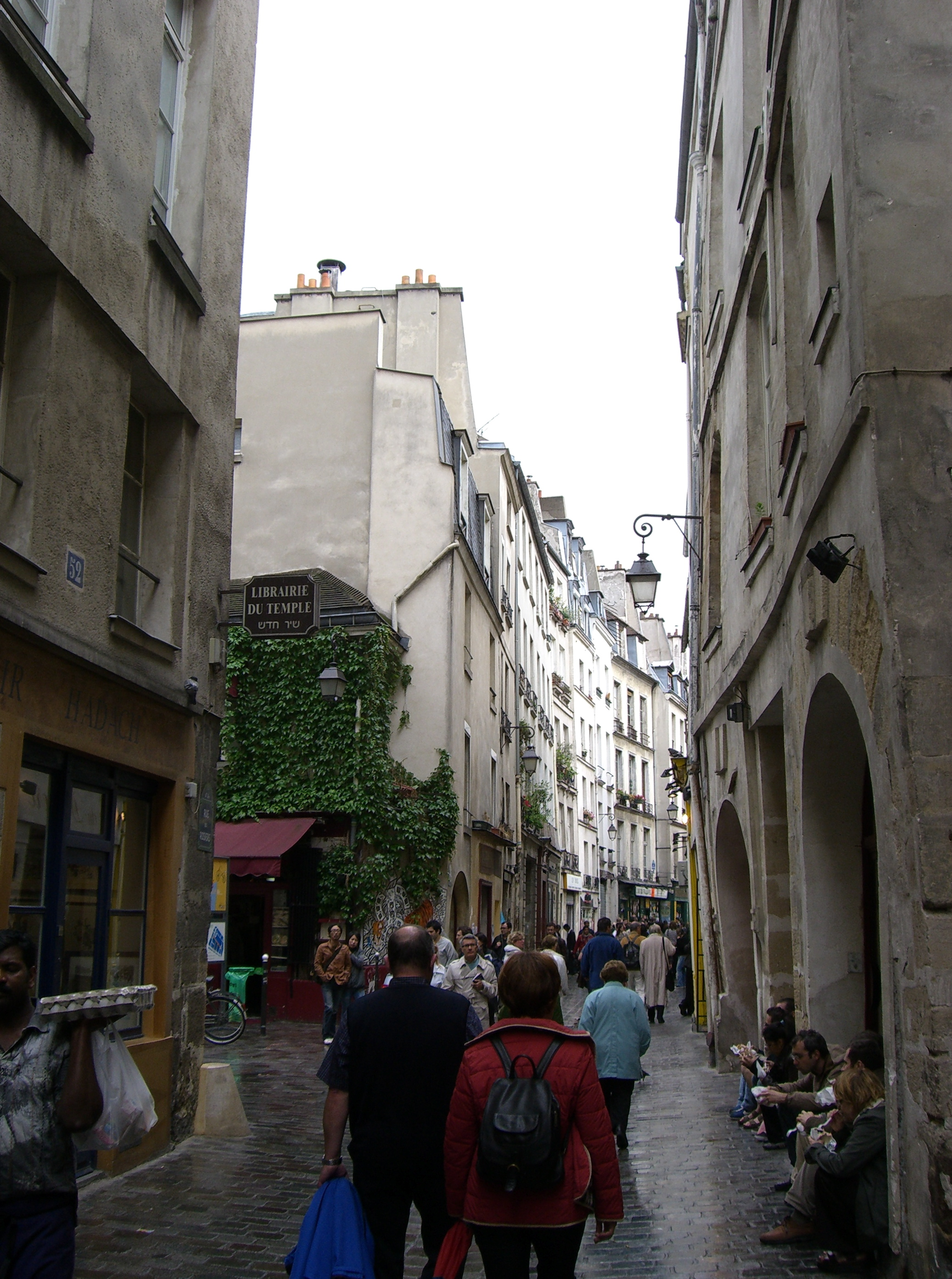
Rue des Rosiers, vue du côté occidental, le plus ancien (XIIIe siècle).
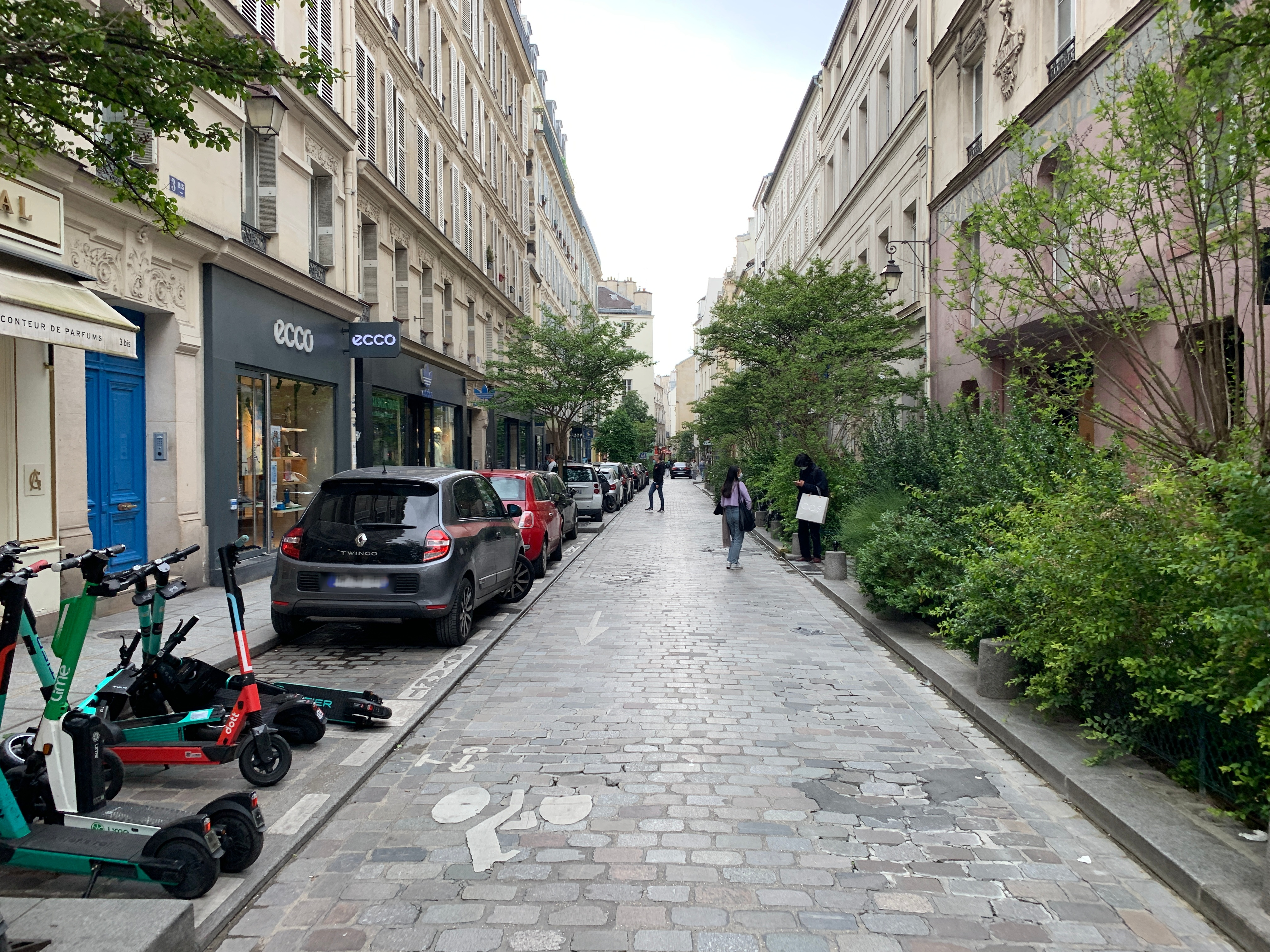
Rue des Rosiers, vue en 2021 du côté oriental, sa partie la plus récente (XIXe siècle).

## Origine du nom
Selon Jacques Hillairet, elle portait déjà ce nom, en 1230, en raison de rosiers qui poussaient alors dans les jardins voisins. Une seconde source, Jean de La Tynna, confirme qu'elle porte ce nom en 1233.

## Historique

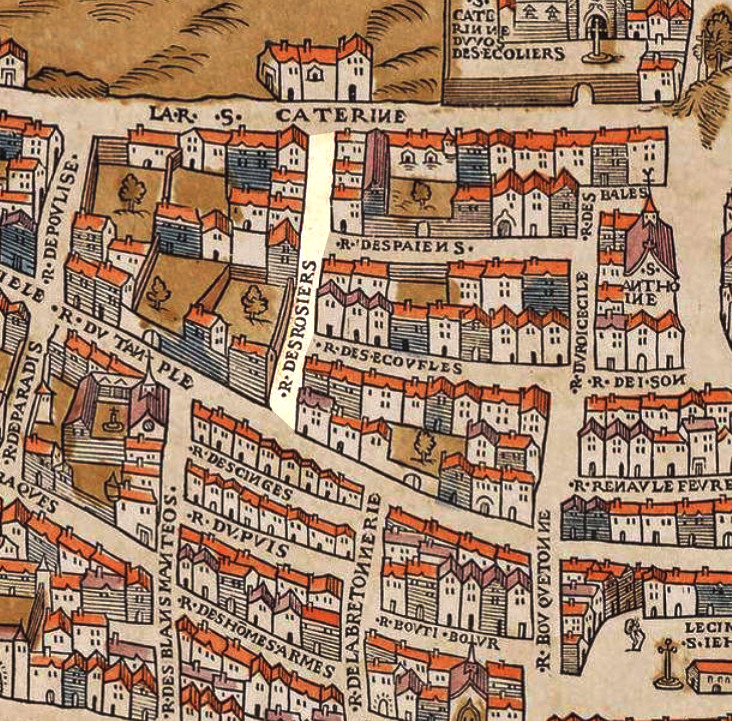
La rue des Rosiers (en jaune) sur le plan de Truschet et Hoyau, dit plan de Bâle (1552). Attention, le nord est à gauche.

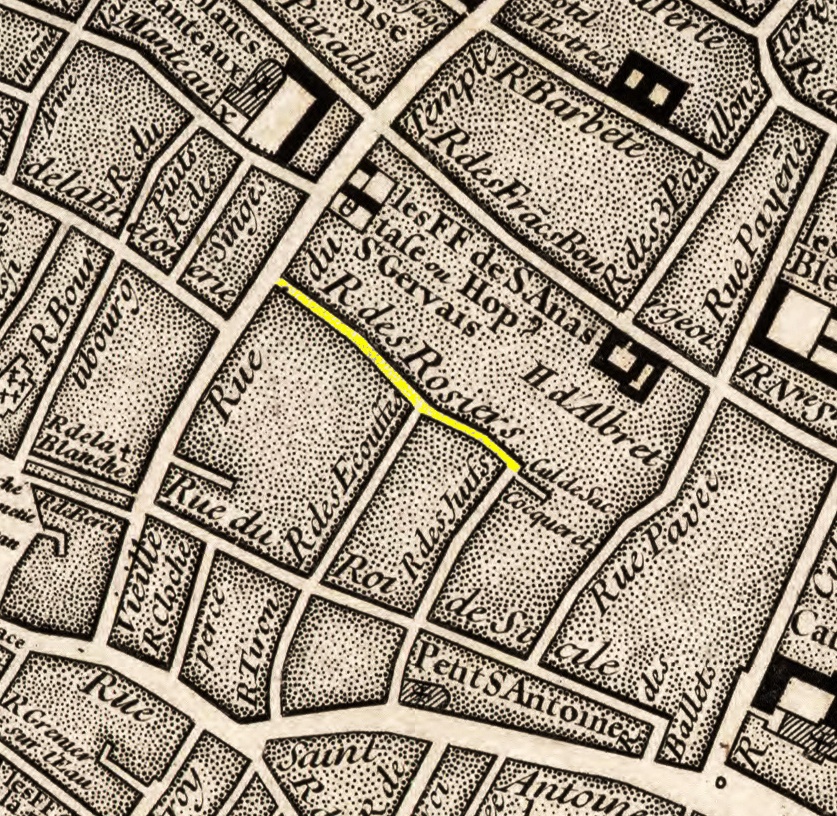
La rue des Rosiers (en jaune) sur le plan de Roussel (1730).

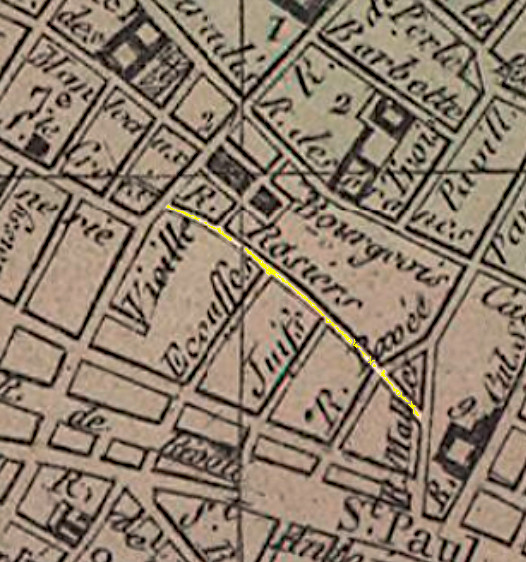
La rue des Rosiers sur le plan d'Eugène Lanée (1861).

En 1230, la rue est presque entièrement bâtie le long des remparts de Philippe Auguste, dont on voit encore quelques pierres, en particulier dans le jardin des Rosiers – Joseph-Migneret, accessible par le no 10.
À cette époque, la rue des Rosiers fait un retour en équerre. Elle part de la rue du Roi-de-Sicile, continue dans ce qui est actuellement la rue Ferdinand-Duval, puis tourne à angle droit jusqu'à la rue Vieille-du-Temple. La partie la plus à l'est de l'actuelle rue des Rosiers, entre la rue Ferdinand-Duval et la rue Pavée, est alors une impasse, dont le nom a souvent changé : « rue de la Quoquerée » (1292), « cul-de-sac de la Lamproie » (1400), « rue Coquerée » (1415), « rue Coquerrie » (1540), « cul-de-sac Coquerelle » ou « impasse Coquerelle ».
La présence de la communauté juive est ancienne, liée aux aléas politiques (ordonnances d'expulsion des Juifs de France de Philippe IV le Bel en 1306 et de Charles VI en 1394) qui provoquent afflux et reflux des populations. Fin XIXe siècle et début XXe siècle, entre 1881 et 1914, le quartier accueille une forte immigration : environ 20 000 personnes s'implantent dans le quartier, après avoir fui les persécutions en Roumanie, Autriche-Hongrie et Russie. La communauté ashkénaze, yiddishophone, est ainsi fortement représentée, expliquant la forte image du Pletzl au XXe siècle, mais des recherches récentes montrent que la communauté séfarade est aussi présente.
La rue des Rosiers fut également un lieu de culte chrétien. Une statue de la Vierge était en effet érigée à l'angle de la rue des Rosiers et de la rue Ferdinand-Duval. Elle fut mutilée en 1528, au moment des persécutions contre les protestants. En remplacement, François Ier vint lui-même poser une effigie en argent, qui fut volée en 1545. Remplacée à nouveau par une statue de pierre, qui existait encore en 1789, la figure de la Vierge a finalement disparu.
Elle est citée sous le nom de « rue des Roziers » dans un manuscrit de 1636 dont le procès-verbal de visite indique : « avons veu quantité de boues et immundices ».
Une décision ministérielle du 13 ventôse an VII (3 mars 1799), signée François de Neufchâteau, fixe la moindre largeur de la voie à 8 mètres. La largeur est portée à 11 mètres par une ordonnance royale du 15 octobre 1830.
De 1848 à 1850, la rue est prolongée jusqu'à la rue Malher. Sa partie centrale, sombre, étroite et légèrement sinueuse, échappe au réalignement des rues de Paris réalisé sous le baron Haussmann.
L'actuelle rue Ferdinand-Duval se sépare de la rue des Rosiers au XVe siècle, et prend le nom de « rue des Juifs », avant d'être renommée en 1900 « rue Ferdinand-Duval » au moment de l'affaire Dreyfus.
Au XIXe siècle, la rue des Rosiers, d'une longueur de 171 mètres, était située dans le quartier du Marché-Saint-Jean, ancien 7e arrondissement. Elle commençait au 21, rue des Juifs et finissait aux 50-52 de la rue Vieille-du-Temple. Les numéros de la rue étaient de couleur rouge. Le dernier numéro impair était le no 35 et le dernier numéro pair était le no 48.
Enfin, une autre rue des Rosiers a existé dans l'ancienne commune de Montmartre, qui ne faisait pas encore partie de Paris. Pour éviter la confusion, elle est devenue la rue du Chevalier-de-la-Barre. Une photographie truquée célèbre de la Commune de Paris porte ainsi l'ancien nom de la rue.

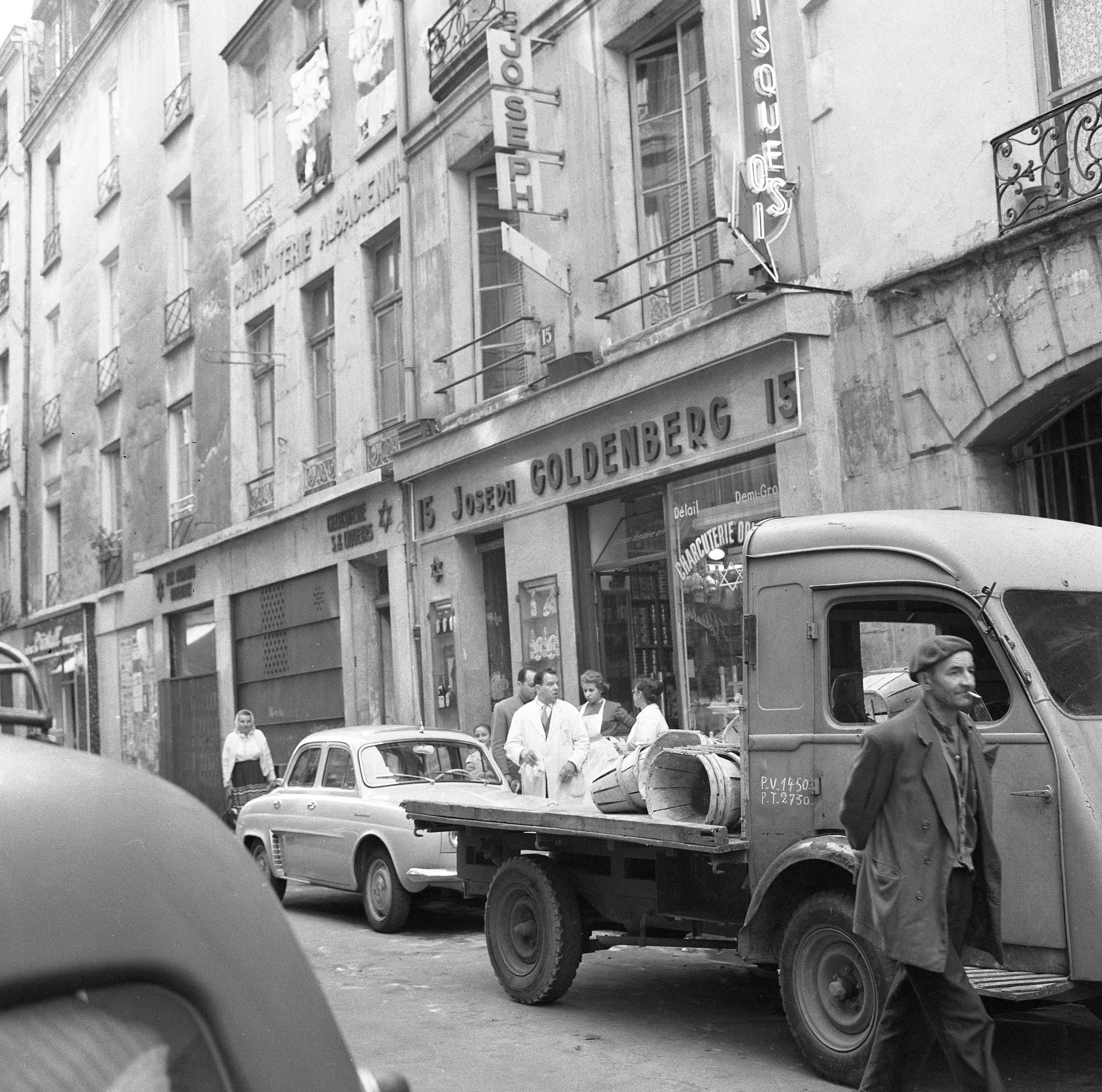
Vers le n°15 en 1958.
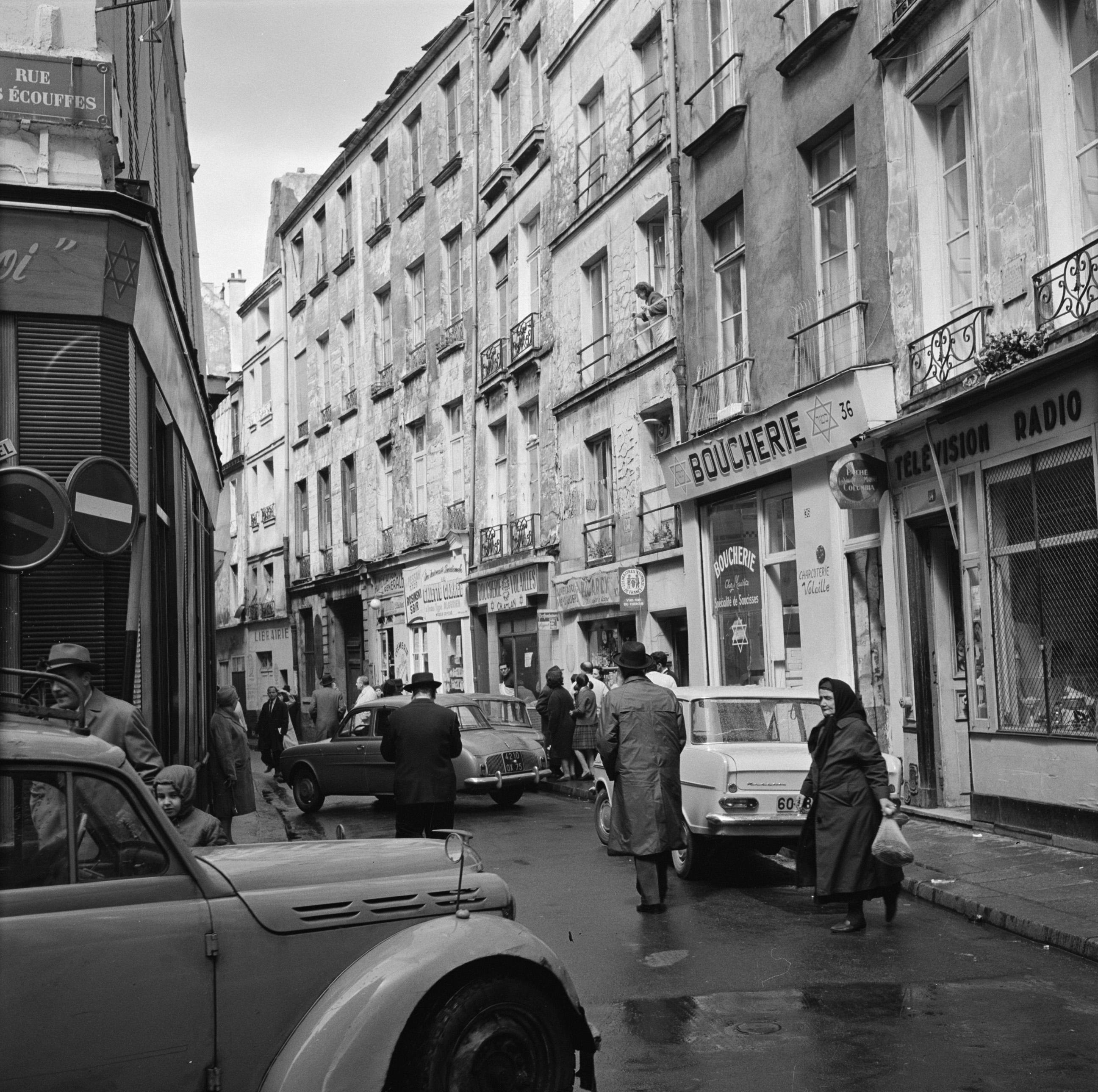
L'angle avec la rue des Écouffes en 1965.

En 1982, un attentat fait six morts et vingt-deux blessés dans le restaurant Goldenberg situé au no 7 de la rue. En 2011, la justice française identifie le Fatah-Conseil révolutionnaire d'Abou Nidal comme responsable de l'attentat.

## Bâtiments remarquables et lieux de mémoire
- Au no 4 se trouvait un hammam réputé, le hammam-sauna Saint-Paul construit en 1863 (à une époque où les appartements ne disposaient pas de salles de bain). Vendu en 1990[10], c'est devenu une boutique dont seule la façade, qui porte toujours l'inscription « HAMMAM SAINT-PAUL - SAUNA - PISCINE », rappelle l'ancienne destination. Des commerces de mobilier et de vêtements s'y sont successivement installés.

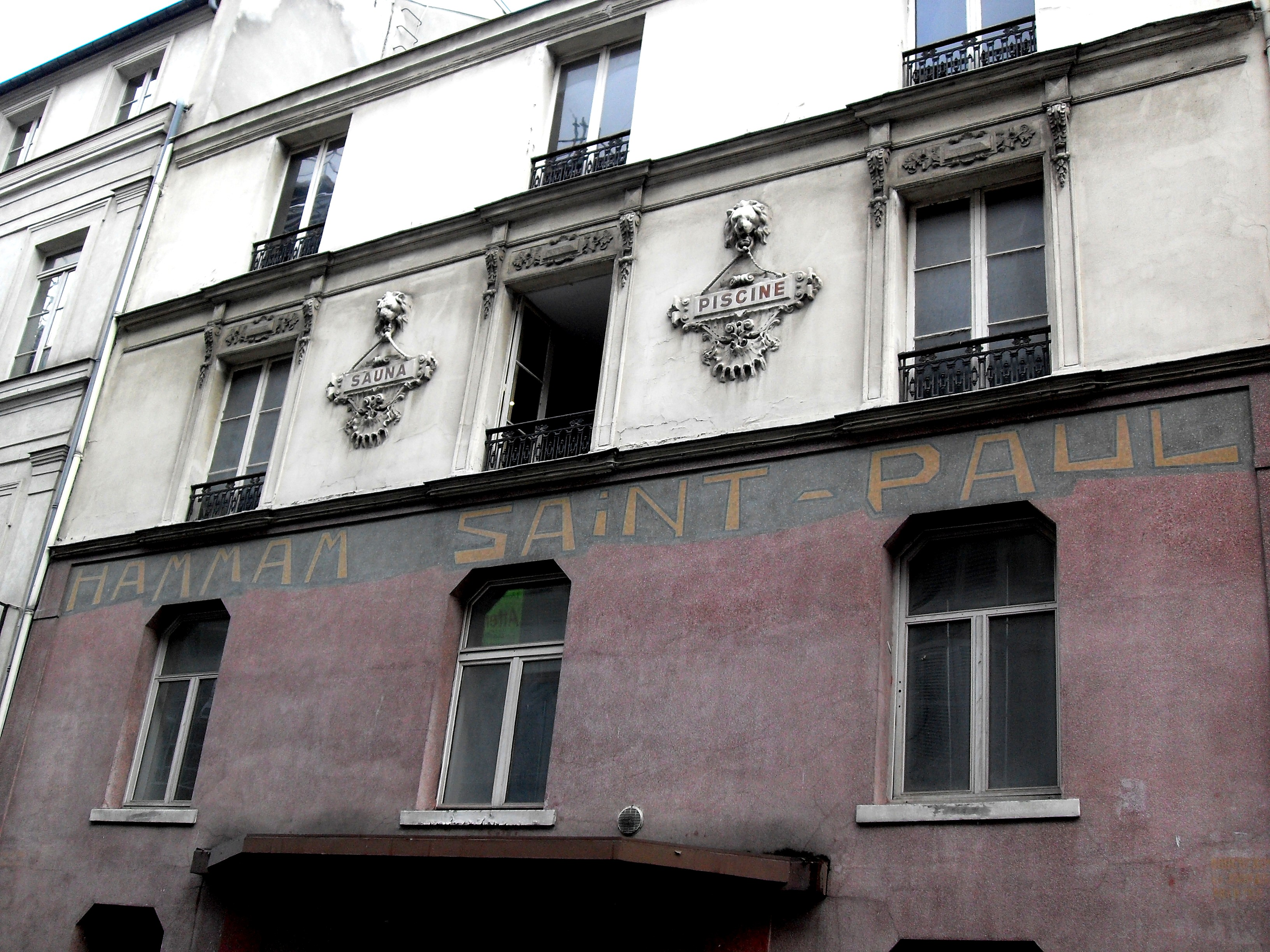
Au no 4, façade de l'ancien hammam Saint-Paul.
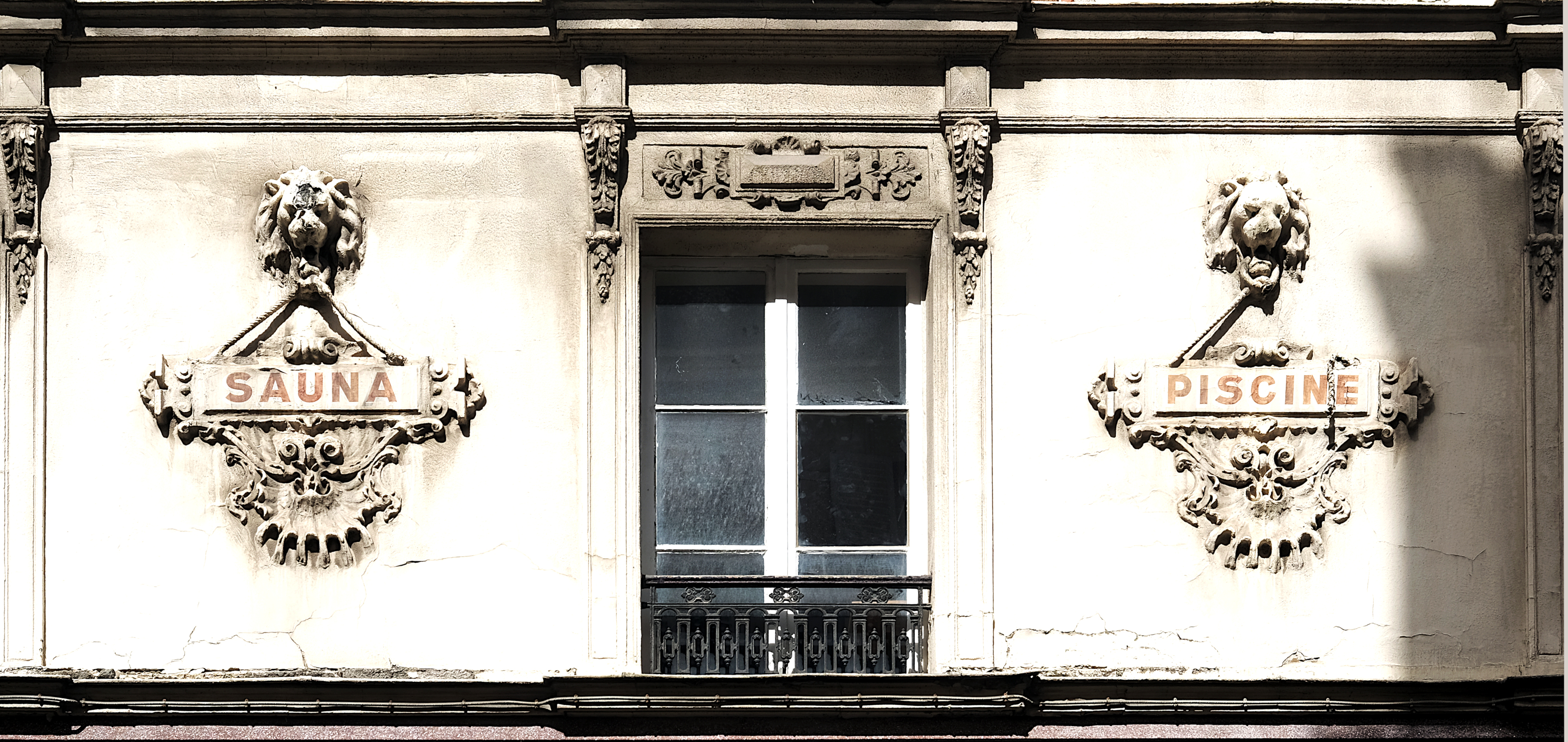
Détail des moulures.

- Au no 4 bis se trouve une école privée d'enseignement professionnelle, l'École de travail[11]. À l'origine, il s'agissait d'un foyer pour apprentis, Société de patronage des apprentis et ouvriers israélites de Paris créé par le Consistoire Israélite. Un internat se met en place à partir de 1865 (le premier élève de l'école en sort en 1869, après y avoir étudié l’horlogerie), dirigé par une association à but non lucratif (reconnue d'Utilité Publique en 1878). En 1885, l'École de travail devient propriétaire de ses murs et, à partir de 1907, propose des cours « théoriques » en complément de l'activité d'apprentissage. Sous l'Occupation allemande, le docteur Alfred Milhaud est médecin dans cet établissement et soutient une filière clandestine de sauvetage d'enfants juifs[12]. En 1957, l'école se rapproche de l'ORT (Union mondiale ORT, Organisation, reconstruction, travail) et devient une école professionnelle à temps complet. Le 1er janvier 2020 l'École de Travail et Ort France ont acté leur fusion.

En 2002, l'école acquiert un second bâtiment à Paris. Jusqu'en 2009, elle est dirigée par Hubert Saksik. Après des changements de statuts en 1961 et 1973, l'École devient Centre de formation d’apprentis (CFA) et prépare désormais à une Licence Générale avec le CNAM (Génie civil - Construction durable et Management de Projet BIM), deux BTS (fluides, énergie, environnements, option froid et conditionnement d’air ; maintenance des systèmes, option systèmes énergétiques et fluidiques), quatre baccalauréats professionnels (technicien en installation des systèmes énergétiques et climatiques ; technicien du froid et du conditionnement d'air ; maintenance des véhicules automobiles et électrotechnique ; énergie, équipements, communicants), cinq CAP (électricien.ne ; Monteur en installations Sanitaires ; Monteur en Installations Thermiques ; maintenance de véhicules particuliers ; installateur en froid et conditionnement d’air), deux mentions complémentaires (maintenance des systèmes embarqués de l’automobile ; énergies renouvelables, options « énergie électrique » ou « énergie thermique »).
Dans l'Histoire, l'école a payé un lourd tribut à la barbarie nazie : une plaque commémorative en témoigne. « À LA MÉMOIRE DU DIRECTEUR, DU PERSONNEL ET DES ÉLÈVES DE CETTE ÉCOLE ARRÊTÉS EN 1943 ET 1944 PAR LA POLICE DE VICHY ET LA GESTAPO, DÉPORTÉS ET EXTERMINÉS À AUSCHWITZ PARCE QUE NÉS JUIFS. » Parmi les anciens élèves de l'école se trouve Wolf Wajsbrot, membre du groupe Manouchian, qui est fusillé au mont Valérien pour ses faits de résistance. En 2003, l'école est le lieu d'une étude ethnologique. Depuis 2014, des activités commerciales (restauration, soirées, boutiques éphémère) sont proposées dans les lieux.

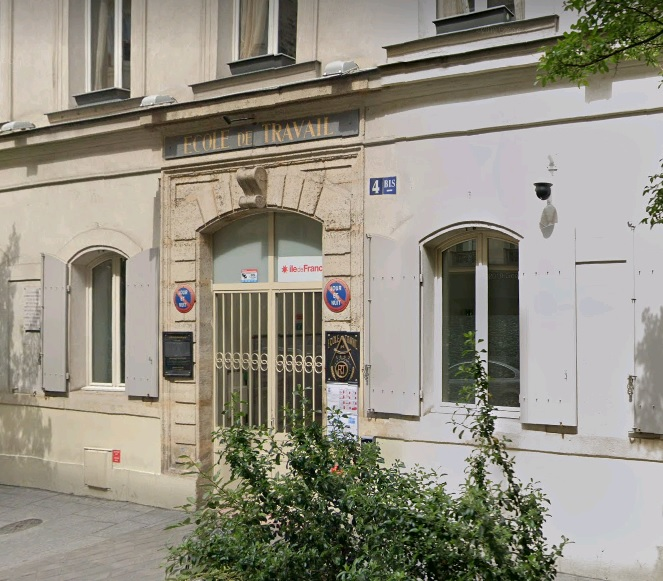
Au no 4 bis, l'École de travail.
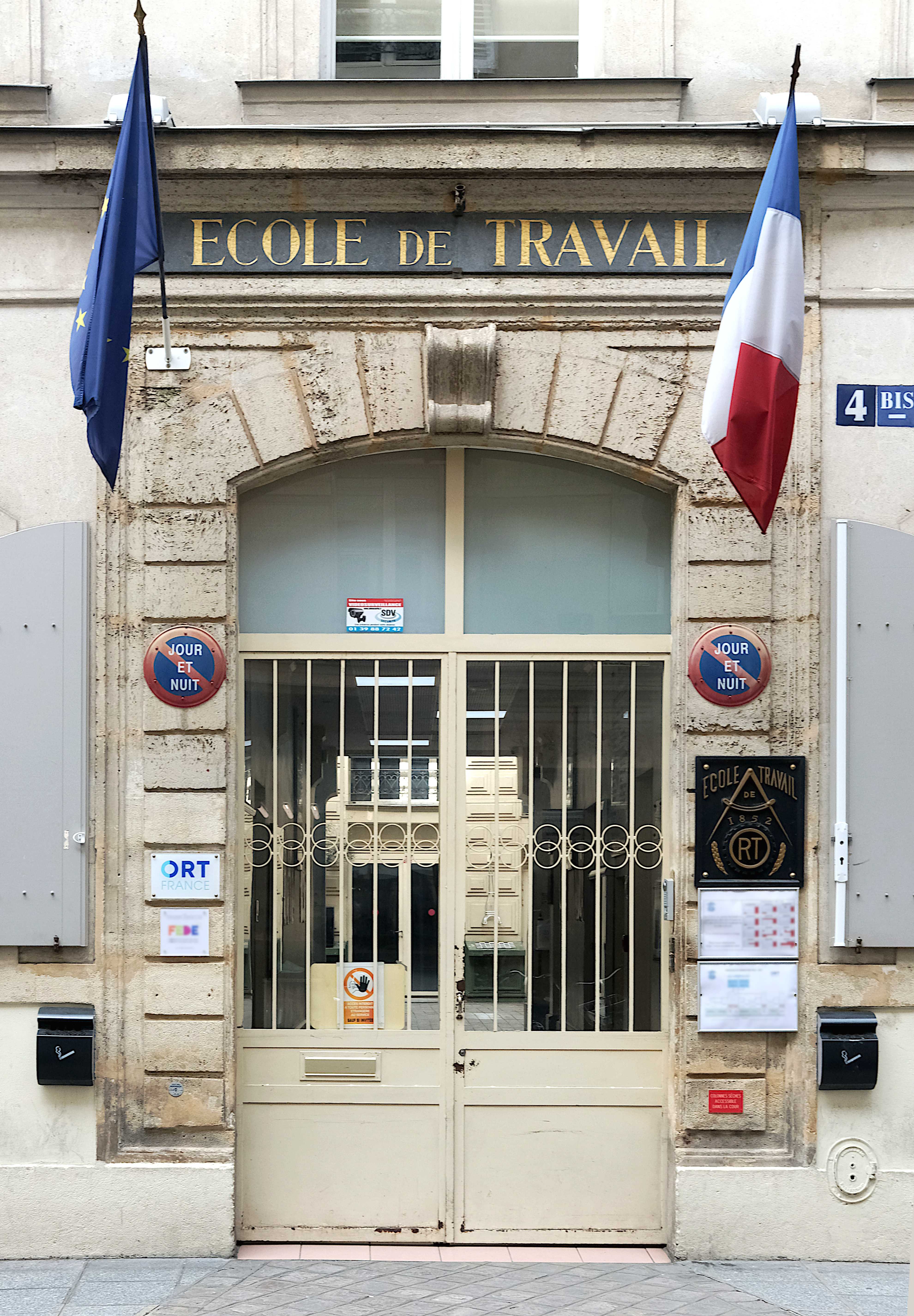
La porte d'entrée.

- Au no 7 se trouvait un restaurant réputé, tenu par Jo Goldenberg. Fermé en 2006 pour des raisons d'hygiène et de dettes[14], il était connu pour sa cuisine juive traditionnelle[15]. Un violent attentat y a eu lieu en 1982. De 2010 à 2017, un magasin de vêtements a pris possession des locaux, tout en gardant la devanture[16], mais il n'a pu survivre à un loyer de plus d'un demi-million d'euros annuel[14].

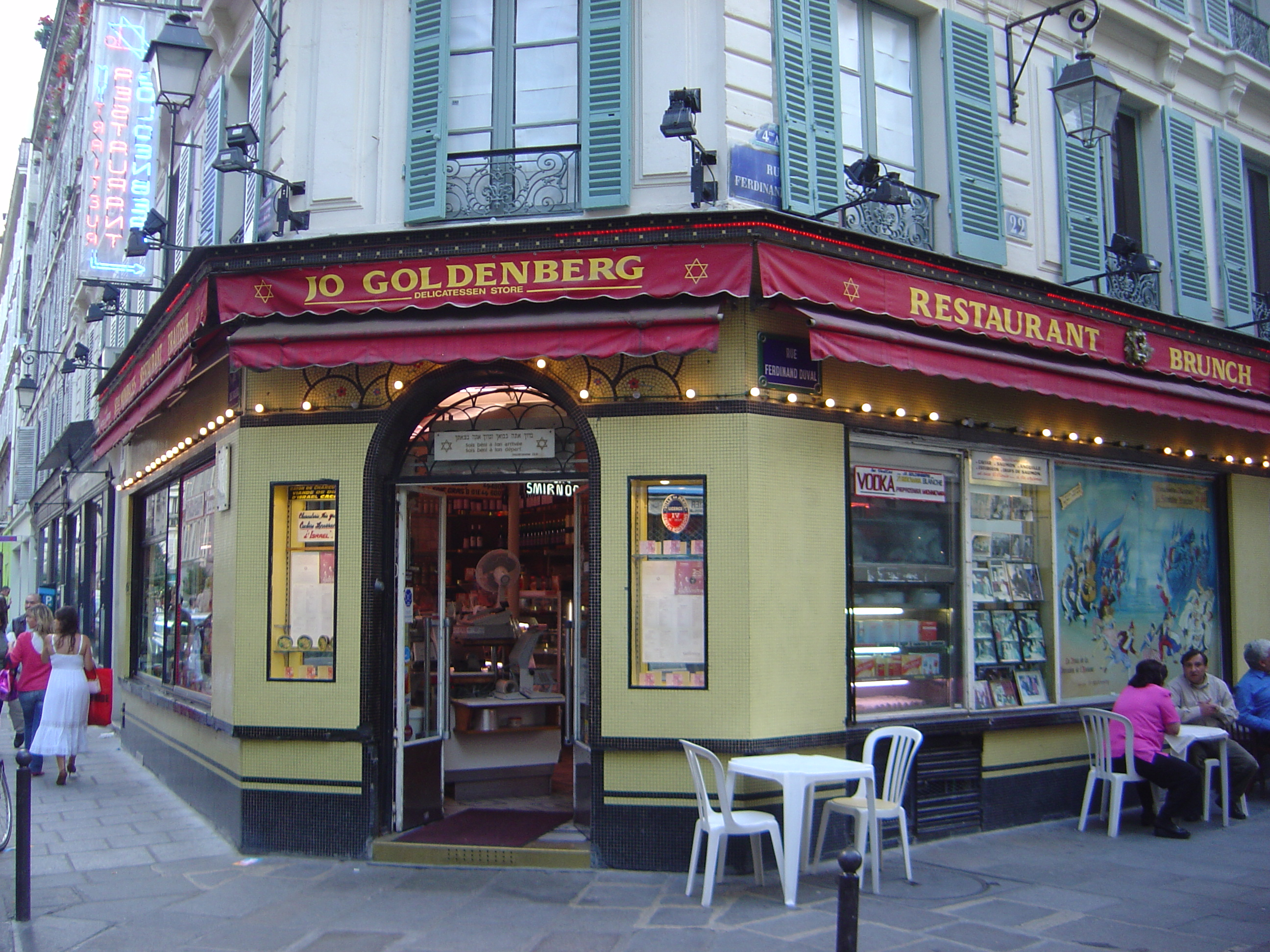
L'ancien restaurant Goldenberg (photo de 2005), à l'angle de la rue des Rosiers et de la rue Ferdinand-Duval, abrite entre 2010 et 2017 une boutique de prêt-à-porter.
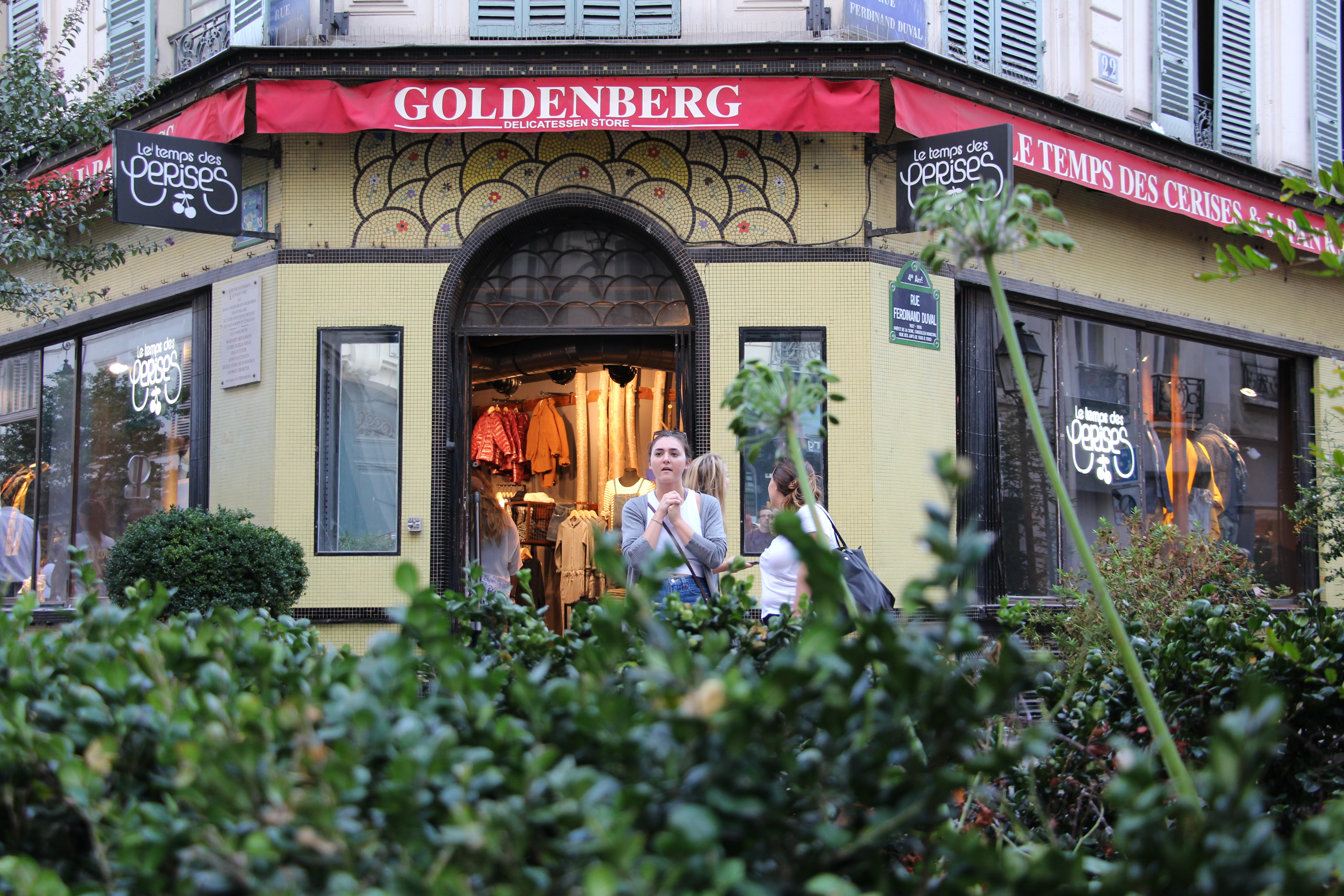
La boutique en 2016.

- Au no 10, le passage donne accès au jardin des Rosiers – Joseph-Migneret où le rempart de Philippe Auguste est encore visible par endroits[3]. La tour, en partie détruite, a été utilisée comme château d'eau pour alimenter un lavoir[17].
- Au no 16, le bâtiment appartient désormais à l'OPAC, et on distingue dans la cour les vestiges d'un hôtel particulier, une entrée d'escalier, et un mascaron. Sur rue, une boulangerie jouxte l'ancien Café des Psaumes devenu « café social[16] » animé par l'Œuvre de secours aux enfants.
- Au no 17 se trouve la Synagogue du 17 rue des Rosiers, l'une des deux synagogues de la rue, l'autre étant au no 25. Il s'agit de deux synagogues orthodoxes non consistoriales. On peut repérer l'une au no 17 par la lumière rouge de sa lampe éternelle au premier étage, l'autre (no 25) par un panonceau au premier étage avec l'inscription « Schule » qui signifie « synagogue » en yiddish et en judéo-alsacien. La schule du 17, où a enseigné Menachem Mendel Schneerson, se nomme Machziké adath, c'est-à-dire « Ceux qui renforcent la religion ». Cette synagogue loubavitch (shtibl) serait, selon les membres de cette communauté, le plus ancien lieu de culte juif à Paris (certains la datent du XVIIIe siècle[18],[19],[20], d'autres du XIXe siècle). La synagogue aurait fonctionné même sous l'occupation allemande. Elle aurait été appelée « la schule des déportés » car, au retour des camps d'extermination, certains rescapés s'y seraient rendu dès leur arrivée encore habillés de leur tenue rayée.[réf. nécessaire] Des visites sont organisées chaque mois, et également, pendant le festival du Pletzl, qui se déroule au mois de mai de chaque année.

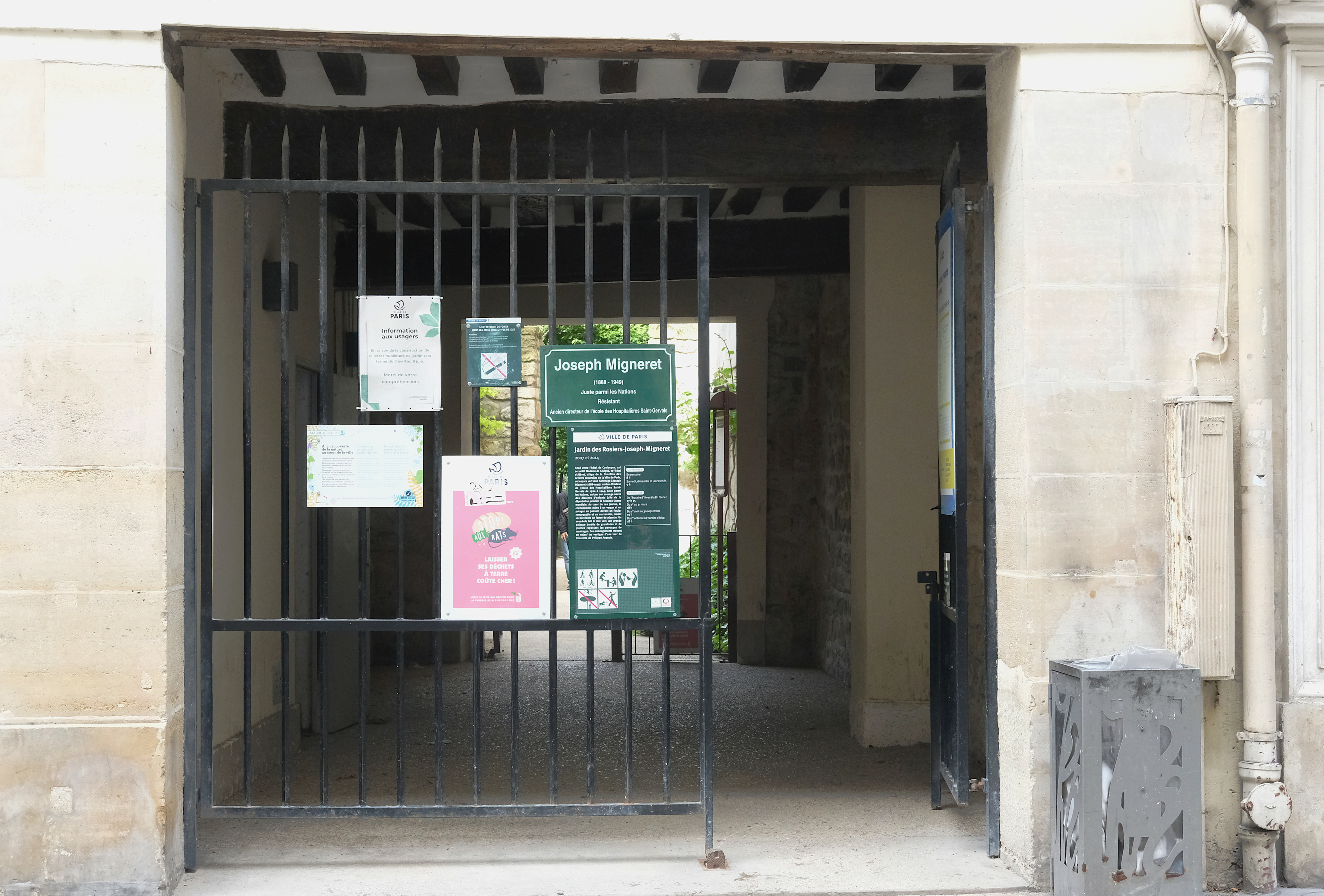
Le no 10 : entrée du jardin des Rosiers – Joseph-Migneret.
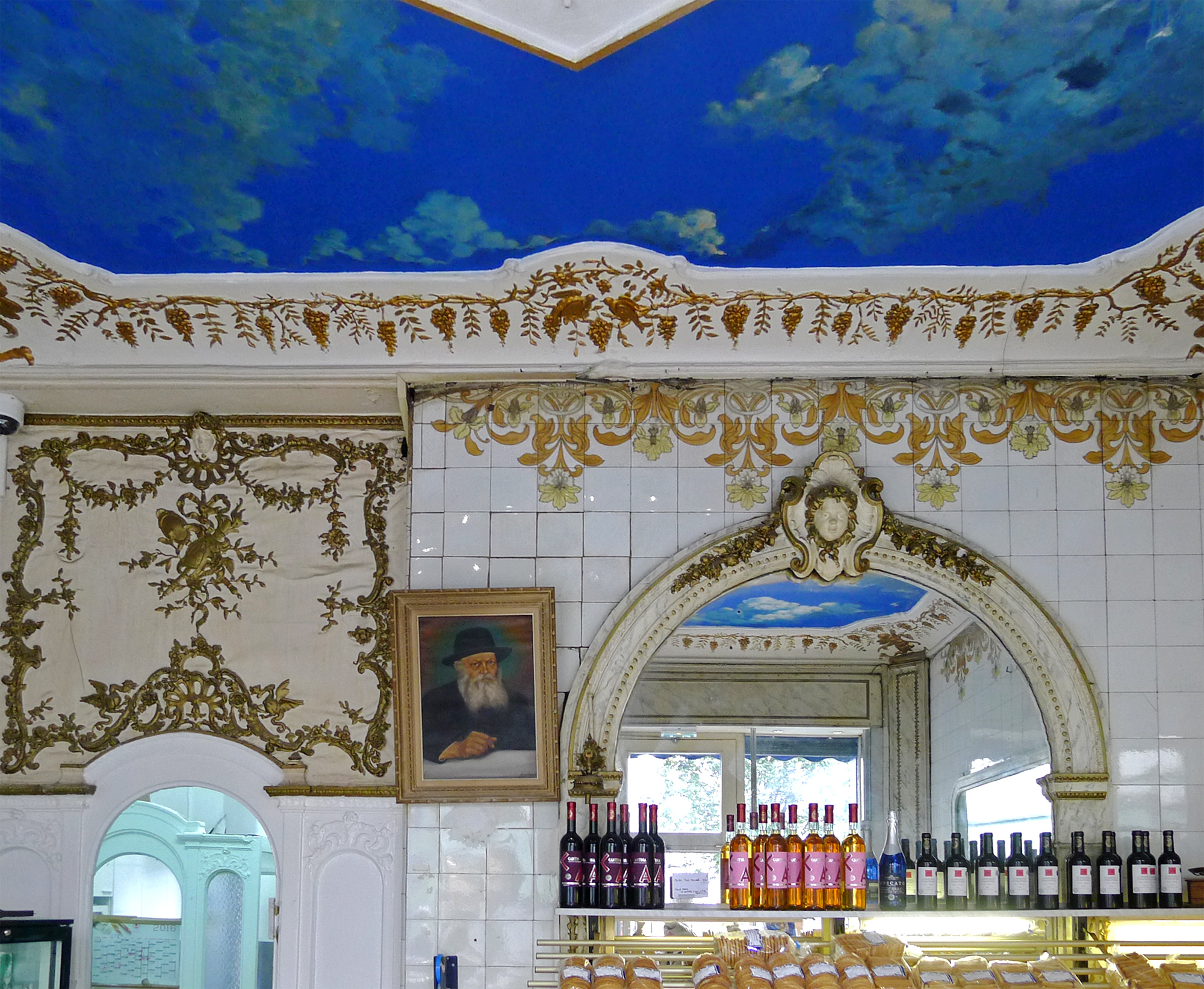
Décor intérieur de la boulangerie du 16 de la rue des Rosiers. Le tableau représente Menachem Mendel Schneerson.
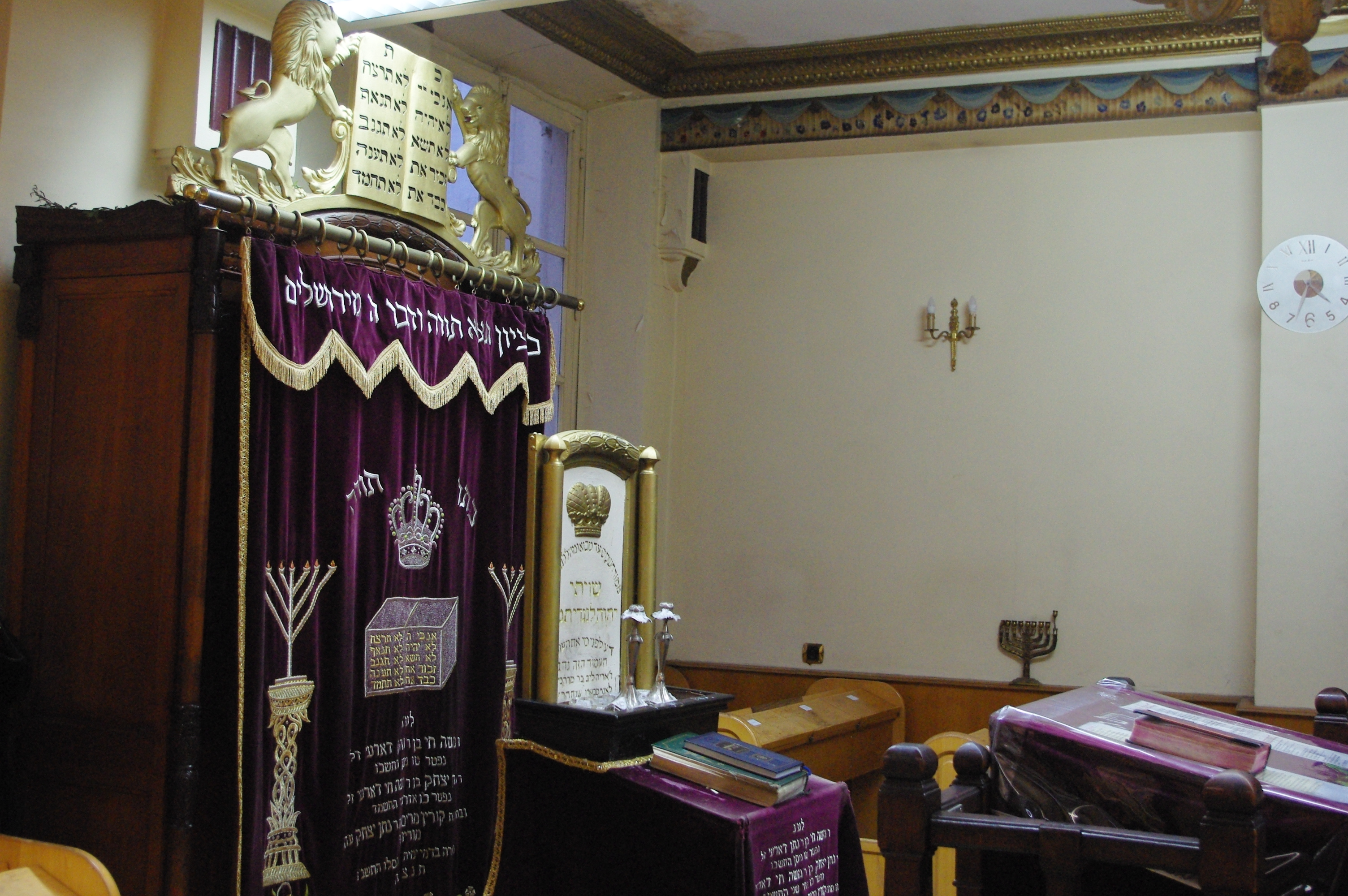
Arche sainte et bimah de la synagogue du 17 rue des Rosiers.

- Au no 22, il y avait au début du XXe siècle un restaurant social, Au fourneau économique (ancêtre des Restos du cœur) où l'on mangeait à bon marché (en 1914, pour 2 sous, soit 2 centimes d'euros, on avait une portion de viande, ou un bouillon, ou un plat de légumes). On apportait son pain si l'on en voulait, si on le pouvait[21].
- Au no 23 se trouve un hôtel du XVIIe siècle. En 1650, il appartient à un certain Genlis, puis en 1750 au lieutenant-colonel d'Estat. À son propos se colporte la mauvaise légende qu'il tint son avancement au comportement de sa femme, très belle et très en cour, ce qui fit dire à ses rivaux : « Quand on fait son chemin par l'épée, c'est plus lent que par le fourreau[22]. » Au rez-de-chaussée se tenait un restaurant, puis en 2017 une pâtisserie de luxe.
- Au no 25 se trouvait la boucherie Émouna[23], aujourd’hui laverie en libre-service qui a conservé la ferronnerie d'origine.
- Au no 26 résidait Yvette Feuillet (25 janvier 1920 – 6 juillet 1943), résistante dans les FFI avec le grade de sergent, déportée et assassinée à Auschwitz, citée à l'« ordre de la Résistance » à titre posthume. Une plaque en rappelle le souvenir[24]. Son père était boulanger, elle était ouvrière dans l'industrie des lampes, et travaillait dans le 11e arrondissement, rue Sedaine. Militante, elle était également la trésorière d'un foyer de l'Union des jeunes filles de France. Le no 26 a longtemps abrité le magasin de la charcuterie cachère réputée Panzer[25].
- Au no 27 se trouve depuis 1865 une boulangerie-pâtisserie de spécialités ashkénazes, tenue par la famille Haarscher d'origine alsacienne, puis par la famille Birman, puis par la famille Finkelsztajn depuis 1946.

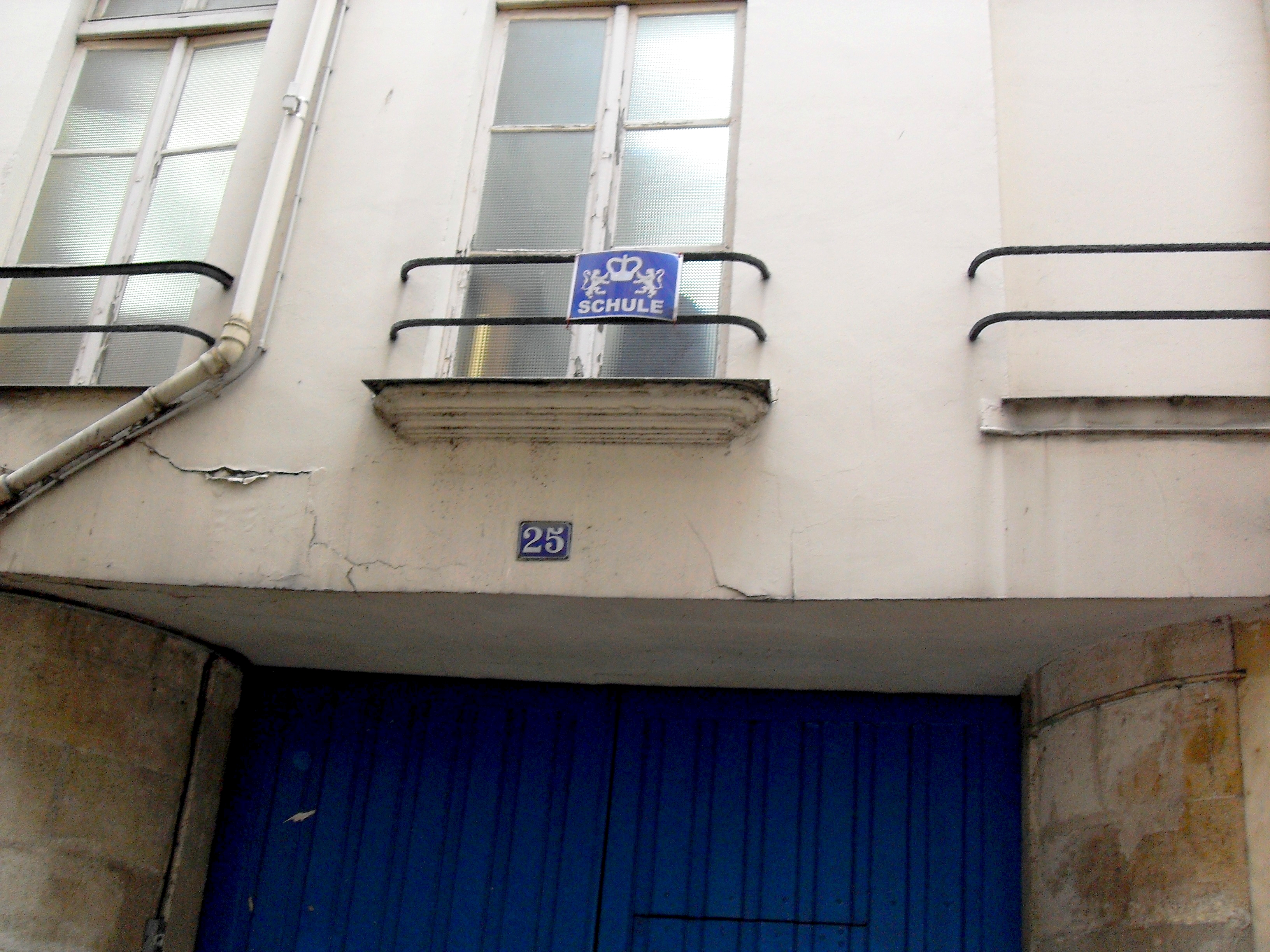
Une synagogue (schule) au no 25.
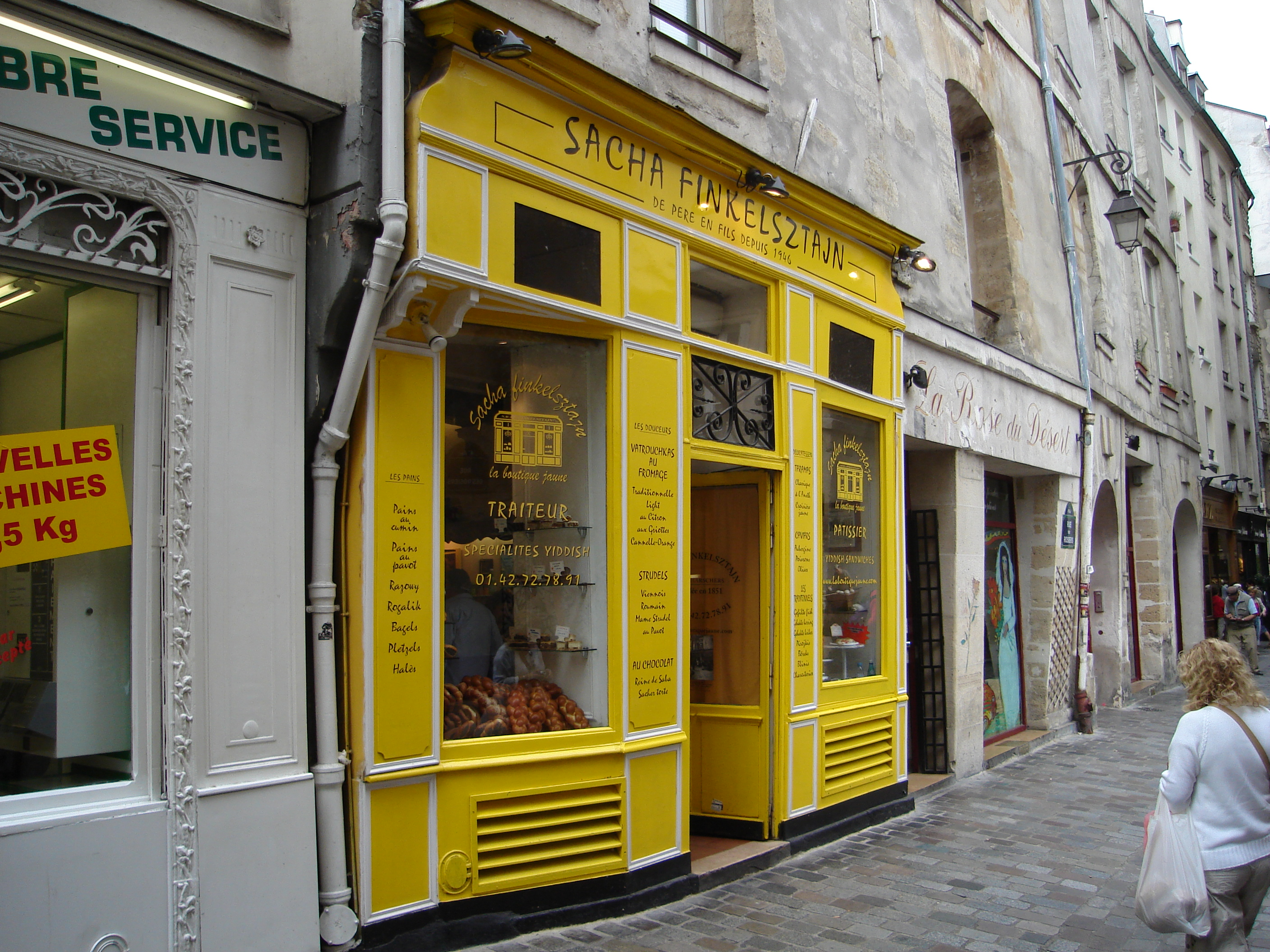
Une boulangerie-pâtisserie au no 27, déjà présente en 1865.

- Au no 34 résidait Louis Shapiro (28 mars 1913 – 30 avril 1944), résistant et commandant dans les FTPF, fusillé au mont Valérien. Au-dessus de la porte d'entrée de l'immeuble, une plaque rappelle son souvenir. Au rez-de-chaussée, une librairie y avait pignon sur rue en 1925, et vendait des « disques en yiddish pour phonographes[26] ».
- Au no 40 se tenait en 1925 une boucherie moderne, la Maison Skoïknit[27]. Depuis 2006, c'est une boutique de prêt-à-porter.

### Dans la fiction
Dans le film Maigret tend un piège, tourné en 1958 avec Jean Gabin, le premier meurtre a lieu dans cette rue (contrairement au roman de Simenon qui se déroule entièrement à Montmartre). Les premières scènes furent tournées rue des Rosiers.
L'une des aventures de Nestor Burma, dans la série « Les nouveaux mystères de Paris », s'intitule Du rébecca rue des Rosiers. Léo Malet y décrit le quartier tel qu'il apparaissait à l'époque, en 1958. Il a été porté au petit écran en 1992 par Maurice Frydland (voir la série Nestor Burma). L'une des scènes se passe dans la librairie Bibliophane au 26, de la rue des Rosiers, devenue elle aussi un magasin de vêtements en 2010.
Un passage du film Les Aventures de Rabbi Jacob de Gérard Oury, en 1973, se déroule dans une rue des Rosiers méconnaissable : bien que la caméra s'attarde longuement sur le panneau de la rue, le film a été tourné en réalité dans une rue de la ville de Saint-Denis (pour les scènes d'extérieur ; les scènes en intérieur, en particulier la synagogue, ont été tournées en studio).
Un roman de Michèle Kahn intitulé Le Schnorrer de la rue des Rosiers (2000) met en scène un mendiant qui écoute l'histoire (vraie) d'un homme heureux, rescapé de divers camps de concentration.

### Notoriété

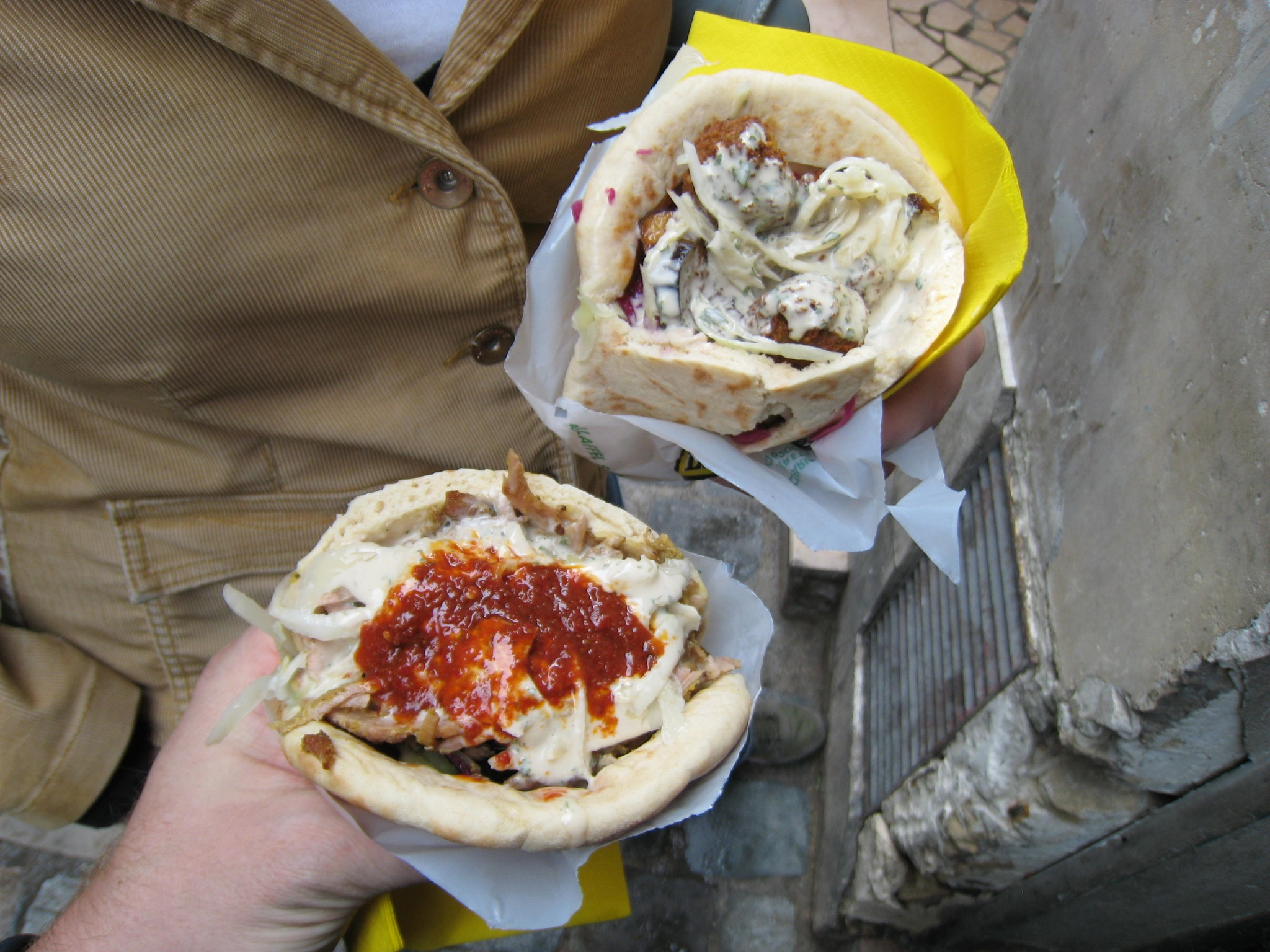
Deux sandwiches typiques, falafel et shawarma.

La rue des Rosiers est emblématique de la communauté juive et compte de nombreux magasins, commerces alimentaires, librairies et restaurants typiques. Depuis les années 1980, des boutiques de luxe (vêtements, parfums, accessoires) ont pris place et modifient lentement l'aspect de la rue.
Depuis 1979, date d'ouverture du restaurant qui revendique son introduction en France, la rue est associée à la vente et la consommation de falafels, sandwiches végétariens à base de purée de pois chiches frits: plusieurs restaurants s'y font une concurrence effrénée.
Des travaux de voirie réalisés en 2007 (pavage, plantations, éclairage) participent du mouvement de rénovation, et rendent à la rue le calme des petites rues du Marais. 
Depuis 2014, un jardin public, le jardin des Rosiers – Joseph-Migneret, est accessible par le no 10 de la rue. Il résulte de la réunion de plusieurs jardins d'hôtels particuliers (hôtels de Coulanges, de Barbes et d’Albret). Jusqu'en 2018, il donnait accès à la rue des Francs-Bourgeois aux nos 35-37 (hall de la Maison de l'Europe de Paris).
La rue des Rosiers est piétonne le dimanche, depuis 2006. Du coup, comme la rue des Francs-Bourgeois voisine, elle est très passante. Le reste du temps, elle est peu empruntée, même par la circulation automobile (dos d'âne, pavés, limitation à 30 km/h).

### Mémoire et identité
Le quartier Saint-Gervais, dont la rue des Rosiers est l'épicentre, c'est, selon Anne Grynberg :
« Tout un univers d'immigrés issus de la yiddishkeit (culture du monde yiddish) avec lequel beaucoup de Juifs gardent toujours un lien, fort encore ou bien ténu, qui les conduit à venir le dimanche arpenter les rues du quartier, à se presser à la veille des fêtes pour acheter rue des Rosiers ou rue des Écouffes des produits traditionnels qu'ils pourraient trouver beaucoup plus près de chez eux, à faire un détour pour déguster un morceau de strudel aux pommes cher aux Juifs de Pologne, une brik qui rappelle l'Algérie, ou un falafel, emblématique de la nourriture israélienne… Car mémoire et identité se mêlent et en dehors des emplettes qu'on pourrait évidemment faire ailleurs, on hume comme un parfum d'enfance — de son enfance, de celle de ses parents voire de ses grands-parents —, on croise des gens qui s'apprêtent à célébrer la même fête, on se dit Shabbat shalom le vendredi. »
Une chanson, La Rue des Rosiers, interprétée par Pia Colombo dans les années 1960 se fait l'écho de l'atmosphère de l'époque d'immédiat avant-guerre (cf. extrait ci-dessous). Son auteur, Silvain Reiner, en raconte la genèse de manière poignante.
« C'était en plein Marais 

Une rue où grouillait 

La vie belle et sa rage

Une rue qui sentait 

Le hareng qu'on fumait 

Et la folie des sages 

Un bonjour se chantait,

Se riait, se criait,

Bonjour à la française 

Un beau jour une affaire 

Un beau jour une misère 

Doux comme un lit de fraises 

La rue des oubliés 

La rue des émigrés 

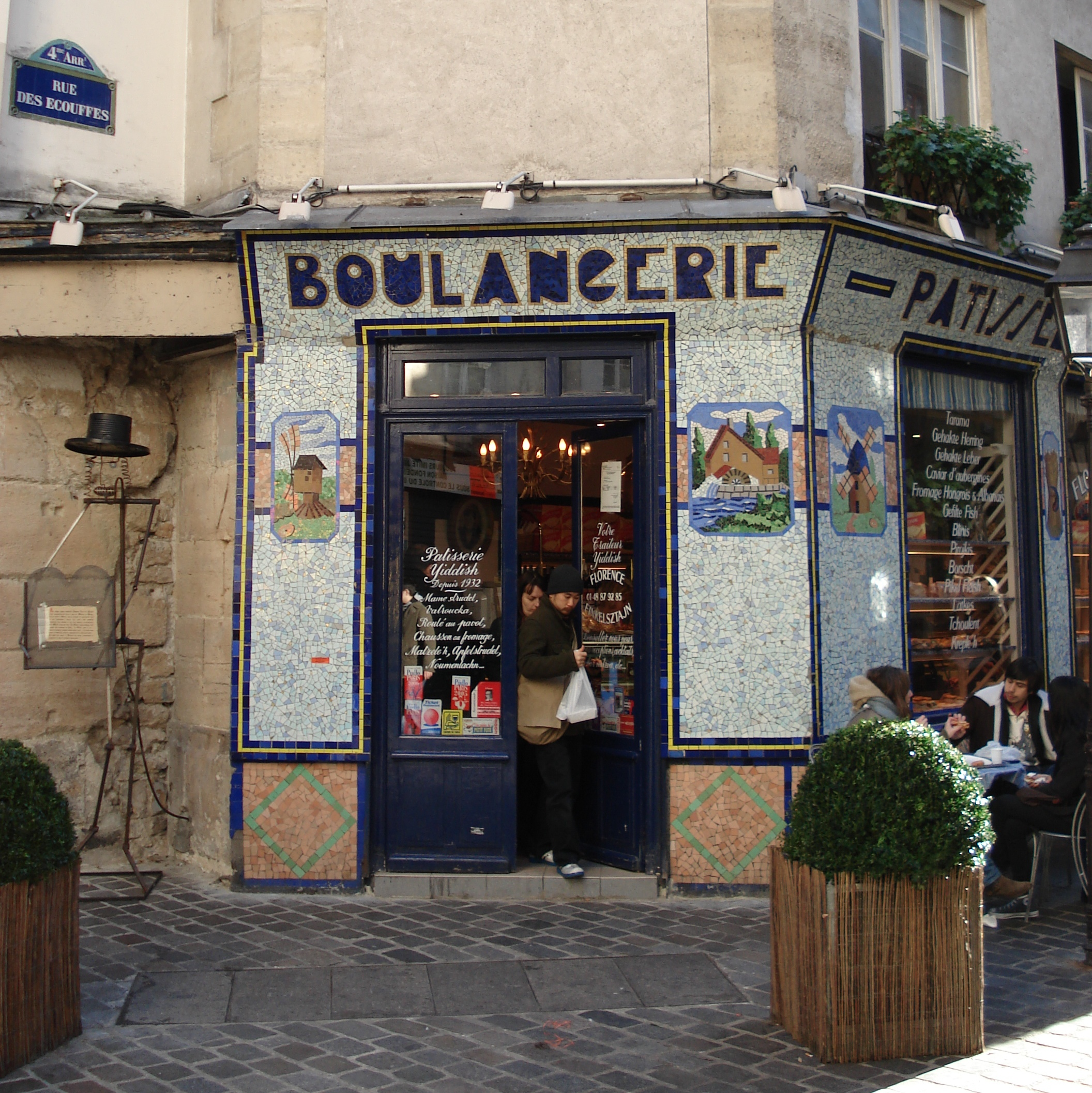
Une boulangerie, avec une devanture en mosaïque, au no 24 de la rue des Écouffes fait l'angle avec la rue des Rosiers.

La rue des retrouvailles… »